# Aphelidiomycota
Aphelidiomycota Tedersoo et al. (= Aphelida Karpov et al.) è un piccolo phylum del regno Fungi M.T. Moore comprendente entità parassitoidi delle alghe. L'affinità di queste entità è stata a lungo discussa: attribuiti in passato al supergruppo degli Opisthokonta Cavalier-Smith, oggi sono inclusi tra i funghi su base filogenetica. Il genere tipo è Aphelidium (Zopf) Gromov.

## Appartenenza ai funghi
La prima specie di questo gruppo, Aphelidium deformans, fu descritta dal botanico tedesco Friedrich Wilhelm Zopf nel 1885. La posizione sistematica degli organimi ‘afelidioidi’, in passato considerati protozoi, è stata definita soltanto a partire dal 2000, grazie alla filogenesi su base molecolare. Nel 2013 Karpov e colleghi dimostrarono che gli organismi ‘afelidioidi’ formavano, assieme a Microsporidia e Cryptomycota, un clade fratello dei funghi ‘tradizionali’.  Per indicare questo clade, Karpov e colleghi crearono il superphylum Opisthosporidia. 
Turrella e colleghi, nel 2018, in un nuovo studio filogenetico multigene, confermarono che gli organismi ‘afelidioidi’ erano strettamente imparentati con i funghi, suggerendo che questi ultimi discendevano appunto da organismi ‘afelidioidi-simili’ che avevano perso l’attitudine fagotrofica a favore di quella osmotrofica.
Ne 2018 Tardesoo e colleghi creano per il genere Aphelidium il sottoregno Aphelidiomyceta. Successivamente gli organismi ‘afelidioidi’ sono sempre stati inclusi tra i Fungi, a livello di sottoregno o di phylum: soluzione quest’ultima qui adottata. Gli organismi 'afelidioidi' sono considerati "Early divergent fungi" (EDF).

## Ciclio vitale

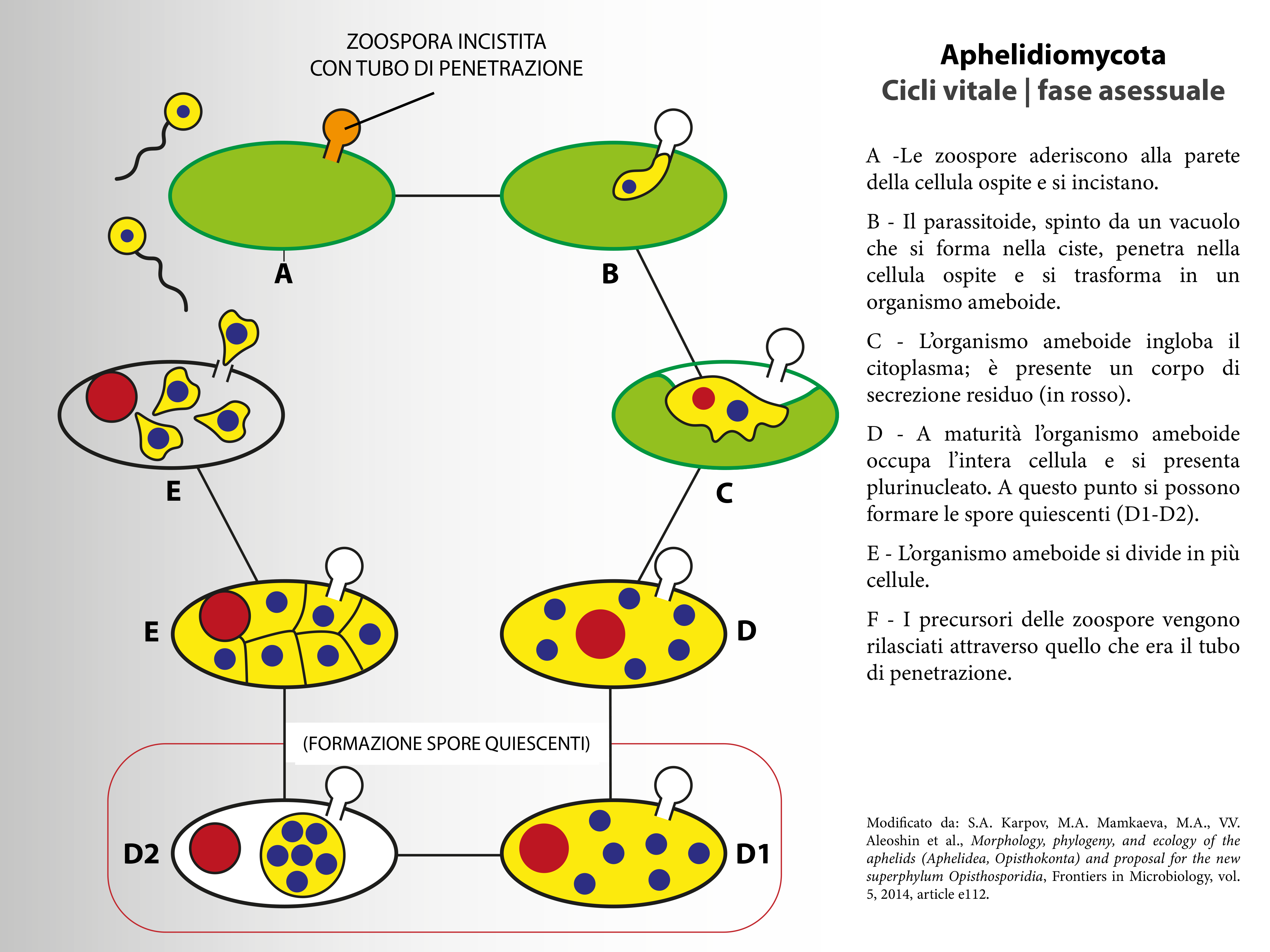
Ciclo vitale (fase asessuale)

È noto soltanto ciclo vitale asessuato, simile per tutte le specie incluse nel phylum. Osservate al microscopio, le zoospore hanno aspetto ameboide, rotonda o ovale oppure con uno o più pseudopodi (larghi e sottili, in quest’ultimo caso denominati filopodi). Una volta raggiunta la cellula ospite, la zoospora si attacca alla stessa tramite un appressorio e si incista.  Il parassitoide attraversa la parete cellulare di questo tramite una struttura denominata tubo di penetrazione. Un vacuolo interno alla cisti spinge il contenuto della stessa all’interno dell’ospite, dove si trasforma in un organismo ameboide (plasmodio) che ingloba il citoplasma fino ad occupare l'intera cellula. A maturità questo organismo ameboide si presenta plurinucleato, con un vacuolo centrale e un corpo di secrezione residuo. A questo punto l’organismo ameboide si divide in numerose cellule mononucleate che vengono rilasciate nell’acqua tramite il foro del tubo di penetrazione. Possono formarsi spore quiescenti. La cisti vuota può persistere o meno..
Per il riconoscimento dei generi e delle specie i caratteri utili sono: l’ospite, le dimensioni e la forma delle zoospore, la lunghezza del flagello e la natura degli pseudopodi; la morfologia della cisti; le dimensioni del corpo residuo nel plasmodio; la presenza o meno di una spora a riposo e la forma della sua parete.

## Sistematica
Il phylum, come attualmente definito, risulta così articolato:
- subphylum Aphelidiomycotina Tedersoo et al.[17]
  - classe Aphelidiomycetes Tedersoo et al.[17] (= Aphelidea B.V. Gromov)
    - ordine Aphelidiales Tedersoo et al.[17] (= Aphelidida B.V. Gromov)
      - famiglia Aphelidiaceae Tedersoo et al.[17] (= Aphelididae B.V. Gromov)
        - genere Aphelidium (Zopf) Gromov
        - genere Amoeboaphelidium Scherff.
        - genere Paraphelidium Karpov et al.
        - genere Pseudaphelidium Schweikert & Schnepf

I caratteri distintivi del subphylum dell'ordine e della famiglia corrispondono a quelli del phylum. I primi tre generi sono funghi delle acque dolci; il quarto di quelle marine.